# Luis Barceló Jover
Luis Barceló Jover (Madrid, 31 de agosto de 1896 - Madrid, 15 de marzo de 1939) fue un militar español que tuvo un papel relevante durante la guerra civil española, en la que llegó a mandar varias unidades del Ejército Popular de la República. Durante las primeras semanas de la contienda tuvo un rol destacado como inspector general de Milicias. Opuesto al golpe de Casado, fue detenido y fusilado por el Consejo Nacional de Defensa a pocos días del final de la contienda.

## Biografía

### Carrera militar
Nacido el 31 de agosto de 1896, era militar de carrera. Procedente del arma de infantería, llegó a tomar parte en la Guerra de Marruecos. Fue un miembro destacado de la masonería, dentro de la cual adoptó el nombre de «Pitágoras». Llegó a ser Diputado Gran Maestre regional de Marruecos, posición que ocupó hasta 1934. Durante los años de la Segunda República se afilió a la Unión Militar Republicana Antifascista (UMRA), asociación clandestina de carácter militar que había sido creada hacia 1935 en respuesta a la actividad de la Unión Militar Española (UME). En 1936 Barceló se convirtió en ayudante militar del presidente del gobierno y a la vez ministro de la guerra, el republicano Santiago Casares Quiroga.

### Guerra civil española
Al estallar la guerra en julio de 1936 ostentaba el rango de comandante y estaba al frente del grupo de infantería adscrito al Ministerio de la Guerra. Barceló tuvo un destacado papel en el aplastamiento de los golpistas en Madrid. Tras asegurar la capital, formó parte de los tribunales militares sumarísimos que, establecidos en la tarde del 20 de julio, juzgaron a los oficiales rebeldes del Cuartel de la Montaña. Algunos de los militares juzgados fueron condenados a muerte y ejecutados al anochecer de aquel día. Durante los primeros días de la guerra, tanto Luis Barceló como el teniente coronel Julio Mangada fueron los principales encargados de la recluta de batallones de milicias.
Al igual que ocurrió con otros oficiales profesionales del Ejército, una vez iniciada la guerra civil se afilió al Partido Comunista. Con anterioridad había sido miembro del partido Izquierda Republicana, aunque Burnett Bolloten señala que Barceló habría sido militante comunista ya desde antes del estallido del conflicto.
El 6 de agosto de 1936 fue ascendido a teniente coronel y nombrado jefe de la Inspección General de Milicias, departamento dependiente del Ministerio de la Guerra y encargado de organizar, armar y abastecer a las milicias que se estaban creando. En este puesto contó con la estrecha colaboración de varios oficiales, entre ellos el teniente Francisco Ciutat. Los esfuerzos de Barceló fueron encaminados hacia la militarización de las milicias, aunque tropezó con numerosas dificultades para llevar a cabo este objetivo. Desde septiembre también formó parte de un comité de clasificación que llevó a cabo una depuración de los oficiales del Ejército que no eran leales a la República. El 20 de octubre la Inspección General de Milicias pasó a denominarse Comandancia Militar de Milicias, y Barceló fue sustituido al pasar a depender este organismo del jefe de Operaciones del Centro. Barceló también tomó parte en el asedio del alcázar de Toledo; entre el 14 y el 21 de septiembre asumió el mando de las tropas que asediaban el Alcázar. Lideró un asalto contra la fortaleza, aunque el ataque fracasó; Barceló incluso llegó a resultar herido durante los combates.
En octubre se trasladó a Alicante, donde impartió instrucción militar a los milicianos. El 24 de octubre se incorporó con sus voluntarios al frente madrileño, en el sector de Brunete, haciéndose cargo además de todas las fuerzas de la zona, como la columna «Libertad», que contaba con entre 4500 y 5000 hombres. Cuando las fuerzas de Franco atacaron Madrid, Barceló realizó continuos ataques sobre la Casa de Campo y el ala izquierda rebelde para detener al enemigo. A mediados de diciembre de 1936 las fuerzas rebeldes se propusieron mejorar sus posiciones al este de Madrid, para lo que emprendieron una potente ofensiva que cayó sobre las tropas de Barceló, la denominada segunda batalla de la carretera de La Coruña, durante la cual sus tropas se destacaron por la defensa de Boadilla. Los combates se desarrollaron en un contexto de gran dureza y el 31 de diciembre de 1936, debido a una herida grave, fue sustituido al frente de su unidad —que había sido numerada como 35.ª Brigada Mixta— por Nino Nanetti.
En mayo de 1937 asumió el mando de la 2.ª División, situada en el sector de la sierra de Guadarrama. Al frente de esta unidad participó en la ofensiva sobre Segovia a finales de mayo, atacando con su división las posiciones enemigas del alto del León. El ataque emprendido por Barceló, cuyas fuerzas estaban compuestas por tres brigadas mixtas, constituía una maniobra secundaria para distraer a las fuerzas sublevadas respecto del ataque principal. La ofensiva, sin embargo, acabaría fracasando; Barceló no intervino en ninguna otra operación de relevancia en el frente durante el resto de la contienda. El 16 de abril de 1938 fue nombrado comandante del I Cuerpo de Ejército, en sustitución del coronel Domingo Moriones Larraga. El 3 de marzo de 1939, cerca del final de la guerra, fue ascendido al rango de coronel.

### El Golpe de Casado
Cuando el 5 de marzo de 1939 se produjo la rebelión del coronel Casado, el coronel Barceló mantuvo inicialmente una postura neutral. El Partido Comunista en Madrid había preparado un plan para el caso de que se produjera un golpe de Estado interno, y algunos de sus dirigentes rápidamente pasaron a la acción. A pesar de los requerimientos que le hicieron los dirigentes comunistas madileños para que secundara la respuesta contra el golpe, Barceló mantuvo silencio durante los dos primeros días. Finalmente, el 7 de marzo decidió actuar y tras movilizar al I Cuerpo de Ejército sus fuerzas ocuparon posiciones clave de Madrid: los Nuevos Ministerios, el parque del Retiro, o el acuartelamiento de La Alameda; la mayor parte de Madrid cayó en manos de Barceló. Contó con el apoyo de tropas de los cuerpos de ejércitos mandados por Emilio Bueno Núñez del Prado y Antonio Ortega. En paralelo, Barceló llegó a autonombrarse jefe del Ejército del Centro y estableció su cuartel general en el Palacio de El Pardo.
A pesar de este éxito, en el resto de la España Republicana el Consejo Nacional de Defensa había logrado hacerse con el control de la situación. Tras varios intentos de llegar a un acuerdo por ambas partes, el 12 de marzo se acabó alcanzando un compromiso, poniéndose fin a la lucha entre comunistas y «casadistas». Los comunistas aceptaron volver a sus posiciones iniciales a cambio de que no hubiera represalias y que todos los mandos permanecieran en sus puestos. Barceló, sin embargo, fue detenido el 13 de marzo por los partidarios del Consejo Nacional, juzgado por rebelión militar y condenado a muerte junto a otros. Lo fusilaron dos días después en las tapias del cementerio del Este, junto a su comisario político José Conesa. Para el historiador Hugh Thomas estas ejecuciones constituían en sí más un acto de venganza que de justicia. El historiador Ángel Bahamonde ha calificado de "simulacro de juicio" y de "farsa jurídica" el consejo de guerra sumarísimo a Barceló, señalando que hasta el presidente del tribunal, Laureano Villar Delgado, era agente clandestino del SIPM franquista desde julio de 1938.